# Gore, Idrija
Gore so naselje v Občini Idrija.